# 王亚保
王亚保（1945年—），黎族，中华人民共和国政治人物、第十一届全国政协委员。
加入中国共产党，担任十一届全国政协常务委员、海南省人大常委会原副主任。2008年，当选第十一届全国政协常务委员，代表少数民族界，分入第五十组。